# Europaspiele 2015/Teilnehmer (Albanien)
| Gelbes Symbol für Goldmedaillen mit stilisierten Olympischen Ringen | Graues Symbol für Silbermedaillen mit stilisierten Olympischen Ringen | Braundes Symbol für Bronzemedaillen mit stilisierten Olympischen Ringen |
| ------------------------------------------------------------------- | --------------------------------------------------------------------- | ----------------------------------------------------------------------- |
| —                                                                   | —                                                                     | —                                                                       |

Albanien nahm in Baku an den Europaspielen 2015 teil. Vom Komiteti Olimpik Kombëtar Shqiptar wurden 28 Athleten in neun Sportarten nominiert.

## Boxen
| Athleten        | Wettbewerb              | 1. Runde (32er)  | 1. Runde (32er)   | Achtelfinale | Achtelfinale | Viertelfinale | Viertelfinale | Halbfinale | Halbfinale | Finale | Finale   | Rang |
| Athleten        | Wettbewerb              | Gegner           | Ergebnis          | Gegner       | Ergebnis     | Gegner        | Ergebnis      | Gegner     | Ergebnis   | Gegner | Ergebnis | Rang |
| --------------- | ----------------------- | ---------------- | ----------------- | ------------ | ------------ | ------------- | ------------- | ---------- | ---------- | ------ | -------- | ---- |
| Männer          |                         |                  |                   |              |              |               |               |            |            |        |          |      |
| Rexhildo Zeneli | Leichtgewicht bis 60 kg | Dsmitryj Assanau | disqualifiziert 1 | –            | –            | –             | –             | –          | –          | –      | –        |      |
| Alban Beqiri    | Weltergewicht bis 69 kg | Adam Nolan       | 0:3               | –            | –            | –             | –             | –          | –          | –      | –        |      |

 1 Zeneli wurde positiv auf ein Furosemid getestet und daher disqualifiziert

## Judo
| Athleten       | Wettbewerb       | 1. Runde      | 1. Runde  | 2. Runde | 2. Runde | Achtelfinale | Achtelfinale | Viertelfinale | Viertelfinale | Hoffnungsrunde Halbfinale | Hoffnungsrunde Halbfinale | Halbfinale | Halbfinale | Hoffnungsrunde Finale | Hoffnungsrunde Finale | Finale / Kampf um Bronze | Finale / Kampf um Bronze | Rang |
| Athleten       | Wettbewerb       | Gegner        | Ergebnis  | Gegner   | Ergebnis | Gegner       | Ergebnis     | Gegner        | Ergebnis      | Gegner                    | Ergebnis                  | Gegner     | Ergebnis   | Gegner                | Ergebnis              | Gegner                   | Ergebnis                 | Rang |
| -------------- | ---------------- | ------------- | --------- | -------- | -------- | ------------ | ------------ | ------------- | ------------- | ------------------------- | ------------------------- | ---------- | ---------- | --------------------- | --------------------- | ------------------------ | ------------------------ | ---- |
| Männer         |                  |               |           |          |          |              |              |               |               |                           |                           |            |            |                       |                       |                          |                          |      |
| Igli Ramosacaj | Klasse bis 73 kg | Serhij Drebot | 0003-1000 | –        | –        | –            | –            | –             | –             | –                         | –                         | –          | –          | –                     | –                     | –                        | –                        |      |

## Karate
| Athleten       | Wettbewerb       | Gruppenphase                                         | Gruppenphase | Halbfinale | Halbfinale | Finale/Kampf um Bronze | Finale/Kampf um Bronze | Rang |
| Athleten       | Wettbewerb       | Gegner                                               | Ergebnis     | Gegner     | Ergebnis   | Gegner                 | Ergebnis               | Rang |
| -------------- | ---------------- | ---------------------------------------------------- | ------------ | ---------- | ---------- | ---------------------- | ---------------------- | ---- |
| Männer         |                  |                                                      |              |            |            |                        |                        |      |
| Halil Marqeshi | Kumite bis 60 kg | Luca Maresca Matías Gómez García Firdovsi Fərzəliyev | 0:8 0:10 0:6 | –          | –          | –                      | –                      |      |

## Leichtathletik
| Athleten                                              | Wettbewerb       | Finale           | Finale           | Finale           |
| Athleten                                              | Wettbewerb       | Zeit/Weite       | Rang             | Punkte           |
| ----------------------------------------------------- | ---------------- | ---------------- | ---------------- | ---------------- |
| Frauen                                                |                  |                  |                  |                  |
| Ana Burda                                             | Dreisprung       | nicht angetreten | nicht angetreten | nicht angetreten |
| Ana Burda                                             | Weitsprung       | 5,10 m           | 12               | 3                |
| Luiza Gega                                            | 800 m            | 2:02,36 min      | 2                | 13               |
| Luiza Gega                                            | 1500 m           | 4:11,58 min      | 1                | 14               |
| Bruxhilda Qosja                                       | 400 m            | 1:01,07 min      | 11               | 4                |
| Bruxhilda Qosja                                       | 400 m Hürden     | 1:11,54 min      | 12               | 3                |
| Marija Stillo                                         | 100 m            | 12,55 s          | 9                | 6                |
| Marija Stillo                                         | Speerwurf        | nicht angetreten | nicht angetreten | nicht angetreten |
| Iveta Urshini                                         | 200 m            | 25,89 s          | 11               | 4                |
| Iveta Urshini                                         | Diskuswurf       | nicht angetreten | nicht angetreten | nicht angetreten |
| Ana Burda Bruxhilda Qosja Marija Stillo Iveta Urshini | 4 × 100 m        | disqualifiziert  | disqualifiziert  | disqualifiziert  |
| Männer                                                |                  |                  |                  |                  |
| Adriatik Hoxha                                        | Diskuswurf       | nicht angetreten | nicht angetreten | nicht angetreten |
| Adriatik Hoxha                                        | Kugelstoßen      | 14,60 m          | 9                | 6                |
| Ilir Këllezi                                          | 3000 m           | 9:27,12 min      | 13               | 2                |
| Astrit Kryeziu                                        | 400 m            | 48,75 s          | 7                | 8                |
| Astrit Kryeziu                                        | 800 m            | 1:52,02 min      | 4                | 11               |
| Albert Marashi                                        | Speerwurf        | nicht angetreten | nicht angetreten | nicht angetreten |
| Jorgo Mino                                            | 5000 m           | 15:14,00 min     | 6                | 9                |
| Jorgo Mino                                            | 3000 m Hindernis | 9:20,44 min      | 5                | 10               |
| Ardit Rrashi                                          | 100 m            | disqualifiziert  | disqualifiziert  | disqualifiziert  |
| Mario Shestani                                        | 200 m            | disqualifiziert  | disqualifiziert  | disqualifiziert  |
| Izmir Smajlaj                                         | Dreisprung       | disqualifiziert  | disqualifiziert  | disqualifiziert  |
| Izmir Smajlaj                                         | Weitsprung       | 7,52 m           | 2                | 13               |
| Edison Muco Ardit Rrashi Mario Shestani Izmir Smajla  | 4 × 100 m        | disqualifiziert  | disqualifiziert  | disqualifiziert  |
| Jorgo Mino Edison Muco Mario Shestani Astrit Kryeziu  | 4 × 400 m        | nicht angetreten | nicht angetreten | nicht angetreten |

Endplatzierung
| Team     | Wettkampf  | Finale | Finale |
| Team     | Wettkampf  | Punkte | Rang   |
| -------- | ---------- | ------ | ------ |
| Albanien | Mixed Team | 115    | 13     |

## Radsport

### Straße
| Athleten     | Wettbewerb      | Zeit                 | Rang                 |
| ------------ | --------------- | -------------------- | -------------------- |
| Männer       |                 |                      |                      |
| Redi Halilaj | Straßenrennen   | 5:33:43              | 37                   |
| Eugert Zhupa | Straßenrennen   | Rennen nicht beendet | Rennen nicht beendet |
| Eugert Zhupa | Einzelzeitfahrt | 1:06:26,84           | 29                   |

## Ringen
| Athleten        | Wettbewerb        | 1. Runde       | 1. Runde | Achtelfinale        | Achtelfinale | Viertelfinale                 | Viertelfinale | Halbfinale   | Halbfinale | Hoffnungsrunde Viertelfinale | Hoffnungsrunde Viertelfinale | Hoffnungsrunde Halbfinale | Hoffnungsrunde Halbfinale | Hoffnungsrunde Finale | Hoffnungsrunde Finale | Finale | Finale   | Rang |
| Athleten        | Wettbewerb        | Gegner         | Ergebnis | Gegner              | Ergebnis     | Gegner                        | Ergebnis      | Gegner       | Ergebnis   | Gegner                       | Ergebnis                     | Gegner                    | Ergebnis                  | Gegner                | Ergebnis              | Gegner | Ergebnis | Rang |
| --------------- | ----------------- | -------------- | -------- | ------------------- | ------------ | ----------------------------- | ------------- | ------------ | ---------- | ---------------------------- | ---------------------------- | ------------------------- | ------------------------- | --------------------- | --------------------- | ------ | -------- | ---- |
| Freistil Männer |                   |                |          |                     |              |                               |               |              |            |                              |                              |                           |                           |                       |                       |        |          |      |
| Islam Islamaj   | Klasse bis 57 kg  | –              | –        | Kastriot Sedolli    | 5:0          | Wladimer Chintschegaschwili 1 | 0:4           | Marcel Ewald | 0:4        | –                            | –                            | –                         | –                         | Alexandru Chirtoacă   | 0:4                   | –      | –        | 4    |
| Osman Hajdari   | Klasse bis 74 kg  | –              | –        | Krystian Brzozowski | 0:4          | –                             | –             | –            | –          | –                            | –                            | –                         | –                         | –                     | –                     | –      | –        |      |
| Egzon Shala     | Klasse bis 125 kg | Rareş Chintoan | 0:4      | –                   | –            | –                             | –             | –            | –          | –                            | –                            | –                         | –                         | –                     | –                     | –      | –        |      |

 1 Nachdem Wladimer Chintschegaschwili und sein Gegner im Halbfinale wegen einer Prügelei disqualifiziert wurden, rückten Islamaj und Ewald ins Halbfinale nach.

## Schießen
| Athleten     | Klasse  | Wettbewerb         | Qualifikation   | Qualifikation | Finale          | Finale | Rang |
| Athleten     | Klasse  | Wettbewerb         | Ringe/ Scheiben | Rang          | Ringe/ Scheiben | Rang   | Rang |
| ------------ | ------- | ------------------ | --------------- | ------------- | --------------- | ------ | ---- |
| Männer       |         |                    |                 |               |                 |        |      |
| Arben Kuçana | Pistole | Luftpistole 10 m   | 569             | 29            | –               | –      |      |
| Arben Kuçana | Pistole | Freie Pistole 50 m | 538             | 26            | –               | –      |      |

## Taekwondo
| Athleten    | Wettbewerb       | Achtelfinale | Achtelfinale | Viertelfinale | Viertelfinale | Hoffnungsrunde Halbfinale | Hoffnungsrunde Halbfinale | Halbfinale | Halbfinale | Hoffnungsrunde Finale / Bronzekampf | Hoffnungsrunde Finale / Bronzekampf | Finale | Finale   | Rang |
| Athleten    | Wettbewerb       | Gegner       | Ergebnis     | Gegner        | Ergebnis      | Gegner                    | Ergebnis                  | Gegner     | Ergebnis   | Gegner                              | Ergebnis                            | Gegner | Ergebnis | Rang |
| ----------- | ---------------- | ------------ | ------------ | ------------- | ------------- | ------------------------- | ------------------------- | ---------- | ---------- | ----------------------------------- | ----------------------------------- | ------ | -------- | ---- |
| Frauen      |                  |              |              |               |               |                           |                           |            |            |                                     |                                     |        |          |      |
| Ada Demneri | Klasse bis 57 kg | Eva Calvo    | 1:13         | –             | –             | –                         | –                         | –          | –          | –                                   | –                                   | –      | –        | 9–16 |

## Wassersport

### Schwimmen
Hier fanden Jugendwettbewerbe statt. Bei den Frauen ist das die U17 (Jahrgang 1999) und bei den Männern die U19 (Jahrgang 1997).
| Athleten      | Wettbewerb     | Vorlauf     | Vorlauf | Halbfinale | Halbfinale | Finale | Finale | Rang |
| Athleten      | Wettbewerb     | Zeit        | Rang    | Zeit       | Rang       | Zeit   | Rang   | Rang |
| ------------- | -------------- | ----------- | ------- | ---------- | ---------- | ------ | ------ | ---- |
| Frauen        |                |             |         |            |            |        |        |      |
| Diana Basho   | 200 m Freistil | 2:21,66 min | 53      | -          | -          | -      | -      |      |
| Diana Basho   | 400 m Freistil | 5:00,36 min | 45      | -          | -          | -      | -      |      |
| Männer        |                |             |         |            |            |        |        |      |
| Franci Aleksi | 200 m Freistil | 2:01,88 min | 53      | -          | -          | -      | -      |      |
| Franci Aleksi | 400 m Freistil | 4:19,05 min | 51      | -          | -          | -      | -      |      |